# لحام الانفجار

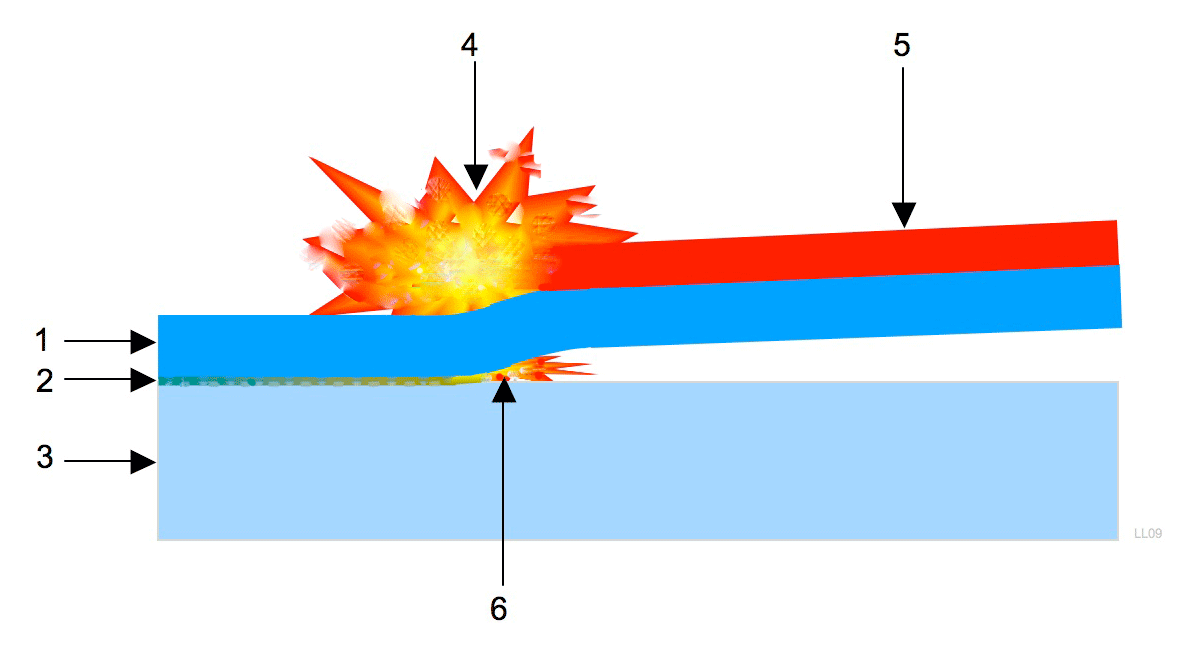
لحام انفجار 1 فلاير (كسوة). 2 تصغير منطقة الإلتحام لتصلبها (تجميعها (يجب تصغيرها للحام مواد غير متشابهة). 3 الهدف (الركيزة). 4 انفجار. 5 مسحوق متفجر. 6 بلازما جت.

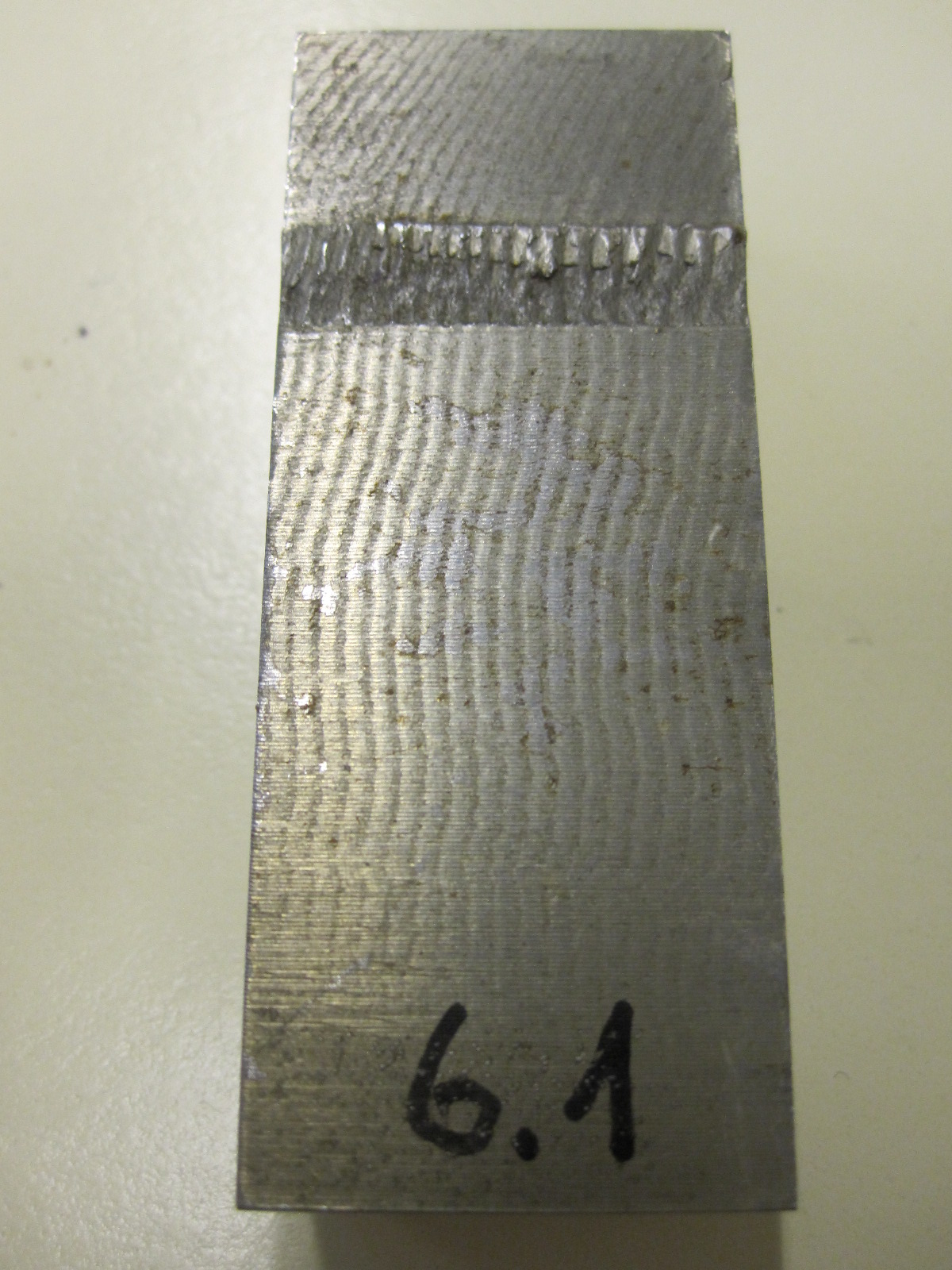
قسم مصقول للحام انفجاري يبين شكله التموجي.

اللحام بالانفجار ( EXW ) هو عملية حالة صلبة ، حيث يتم اللحام عن طريق تسريع أحد المكونات بسرعة عالية للغاية من خلال استخدام متفجر كيميائي . غالبًا ما تُستخدم هذه العملية لتغليف الفولاذ الكربوني أو لوح ألمنيوم بطبقة رقيقة من مادة أكثر صلابة أو مقاومة للتآكل (على سبيل المثال ، الفولاذ المقاوم للصدأ أو سبائك النيكل أو التيتانيوم أو الزركونيوم ). نظرًا لطبيعة هذه العملية ، فإن الأشكال الهندسية القابلة لهذا الإنتاج محدودة للغاية. تشمل الأشكال الهندسية النموذجية الألواح والأنابيب وألواح الأنابيب. 

## التطوير
على عكس أشكال اللحام الأخرى مثل اللحام بالقوس الكهربائي (الذي تم تطويره في أواخر القرن التاسع عشر) ، تم تطوير اللحام بالتفجير مؤخرًا نسبيًا ، في العقود التي تلت الحرب العالمية الثانية . ومع ذلك تعود أصولها إلى الحرب العالمية الأولى ، عندما لوحظ أن قطع الشظايا الملتصقة بأسطح المدرعات لم تكن فقط مغروسة ، بل كانت في الواقع ملحومة في المعدن. نظرًا لأن الحرارة الشديدة التي تنطوي عليها أشكال اللحام الأخرى لم تلعب دورًا ، فقد استنتج أن هذه الظاهرة كانت ناتجة عن القوى المتفجرة التي تعمل على الشظية. تم تكرار هذه النتائج لاحقًا في الاختبارات المعملية ، وبعد ذلك بوقت قصير ، تم تسجيل براءة اختراع العملية واستخدامها.
في عام 1962 ، تقدمت شركة DuPont بطلب للحصول على براءة اختراع لعملية اللحام بالانفجار ، والتي تم منحها في 23 يونيو 1964 بموجب براءة الاختراع الأمريكية رقم 3،137،937  وأسفرت عن استخدام علامة Detaclad التجارية لوصف العملية. في 22 يوليو 1996 ، أكملت شركة Dynamic Materials Corporation الاستحواذ على عمليات "دوبونت ديتاكلاد " بسعر شراء يبلغ 5،321،850 دولارًا (أو حوالي 9 مليون دولار اليوم).
تم تصميم استجابة الصفائح غير المتجانسة التي تخضع للحام المتفجر بشكل تحليلي في عام 2011.

## المميزات والعيوب
يمكن أن ينتج عن اللحام بالانفجار رابطة بين معدنين لا يمكن بالضرورة لحامهما بالوسائل التقليدية. لا تقوم هذه العملية بصهر أي من المعدنين ، وبدلاً من ذلك تقوم بتليين أسطح كلا المعدنين ، مما يؤدي إلى تلامسهما الحميم بشكل كافٍ لتكوين اللحام. هذا مبدأ مشابه لتقنيات اللحام غير الانصهارية الأخرى ، مثل اللحام بالاحتكاك . يمكن ربط المساحات الكبيرة بسرعة كبيرة ويكون اللحام نفسه نظيفًا جدًا ، نظرًا لحقيقة أن المواد السطحية لكلا المعدنين يتم طردها بعنف أثناء التفاعل.
يمكن أن ينضم اللحام بالانفجار إلى مجموعة واسعة من المعادن المتوافقة وغير المتوافقة ، مع أكثر من 260 مجموعة معدنية ممكنة. 
من عيوب هذه الطريقة أن معرفة واسعة بالمتفجرات تكون مطلوبة قبل محاولة التنفيذ بأمان. قد تتطلب اللوائح الخاصة باستخدام المواد شديدة الانفجار ترخيصًا خاصًا. 

## أنظر أيضا
- لحام النبض المغناطيسي

## للقراءة المتعمقة
- LR كارل. (1944). "اللحامات النحاسية التي يتم إجراؤها بواسطة نبضة التفجير". Metal Progress 102-103 46 - منشور موجز عن اللحام المتفجر للألواح المعدنية.
- براءة الاختراع الأمريكية 3،137،937 GR Cowan، J. Douglas، and A. Holtzman، (1960). "الترابط المتفجر" - تم نشر براءة اختراع عن عملية اللحام المتفجر